# Meoneura sabroskyi
Meoneura sabroskyi är en tvåvingeart som beskrevs av Papp 2006. Meoneura sabroskyi ingår i släktet Meoneura och familjen kadaverflugor.
Artens utbredningsområde är Ungern. Inga underarter finns listade i Catalogue of Life.